# Phacelia strictiflora
Phacelia strictiflora là loài thực vật có hoa trong họ Mồ hôi. Loài này được (Engelm. & A. Gray) A. Gray miêu tả khoa học đầu tiên năm 1875.